# Someren
Someren ( udtale ?) er en kommune og en by i den sydlige provins Noord-Brabant i Nederlandene. 
- Wikimedia Commons har flere filer relateret til Someren

51°23′06″N 5°42′43″Ø / 51.385°N 5.712°Ø